# Rugby Football League Championship
 (février 2023).
Si vous disposez d'ouvrages ou d'articles de référence ou si vous connaissez des sites web de qualité traitant du thème abordé ici, merci de compléter l'article en donnant les références utiles à sa vérifiabilité et en les liant à la section « Notes et références ».
Pour le championnat d'Angleterre de rugby à XIII, antichambre de la Super League, voir Championship.
Pour les articles homonymes, voir Championship.
Le Rugby Football League Championship était le principal championnat de rugby à XIII en Grande-Bretagne. Créé en 1895, il a été remplacé en 1996 par la Super League.

## Historique
Lors de la première saison 1895-1896, le championnat d'Angleterre se jouait sous une forme de poule unique. En 1896, l'arrivée de nouvelles équipes et les difficultés de déplacement ont conduit à la formation de deux championnat régionaux, la ligue du Yorkshire et la ligue du Lancashire. En 1901, les meilleurs clubs de chaque championnat créent de nouveau un championnat réunifié à poule unique. Les autres clubs qui formaient ces 2 championnat évoluent dans une seconde division.
En 1905-1906, les deux divisions ont fusionné pour former une seule compétition. La saison suivante, les championnats de comté font leur réapparition, le champion d'Angleterre est désigné par des phases finales comprenant les meilleures des 2 compétitions régionales. À partir de la saison 1973-1974, les deux championnats fusionnaient de nouveau pour créer deux divisions, le premier du classement final était désigné champion d'Angleterre. Cette unification précipite la disparition des deux ligues régionales et des phases finales. De ce fait, une nouvelle compétition fait son apparition, il s'agit du Premiership voué à remplacer les play-off.

## Palmarès
| Saison  | Champion             | Titres | Format   | Source |
| ------- | -------------------- | ------ | -------- | ------ |
| 1895-96 | Manningham           | 1      | Ligue    |        |
| 1896-01 | Ligues de Comté      | N/A    | N/A      |        |
| 1901-02 | Broughton Rangers    | 1      | Ligue    |        |
| 1902-03 | Halifax              | 1      | Ligue    |        |
| 1903-04 | Bradford FC          | 1      | Play-off |        |
| 1904-05 | Oldham               | 1      | Ligue    |        |
| 1905-06 | Leigh                | 1      | Ligue    |        |
| 1906-07 | Halifax              | 2      | Play-off |        |
| 1907-08 | Hunslet              | 1      | Play-off |        |
| 1908-09 | Wigan                | 1      | Play-off |        |
| 1909-10 | Oldham               | 2      | Play-off |        |
| 1910-11 | Oldham               | 3      | Play-off |        |
| 1911-12 | Huddersfield         | 1      | Play-off |        |
| 1912-13 | Huddersfield         | 2      | Play-off |        |
| 1913-14 | Salford              | 1      | Play-off |        |
| 1914-15 | Huddersfield         | 3      | Play-off |        |
| 1915–19 | Pas de compétition   | N/A    | N/A      |        |
| 1919-20 | Hull FC              | 1      | Play-off |        |
| 1920-21 | Hull FC              | 2      | Play-off |        |
| 1921-22 | Wigan                | 2      | Play-off |        |
| 1922-23 | Hull Kingston Rovers | 1      | Play-off |        |
| 1923-24 | Batley               | 1      | Play-off |        |
| 1924-25 | Hull Kingston Rovers | 2      | Play-off |        |
| 1925-26 | Wigan                | 3      | Play-off |        |
| 1926-27 | Swinton              | 1      | Play-off |        |
| 1927-28 | Swinton              | 2      | Play-off |        |
| 1928-29 | Huddersfield         | 4      | Play-off |        |
| 1929-30 | Huddersfield         | 5      | Play-off |        |
| 1930-31 | Swinton              | 3      | Play-off |        |
| 1931-32 | St Helens            | 1      | Play-off |        |
| 1932-33 | Salford              | 2      | Play-off |        |
| 1933-34 | Wigan                | 4      | Play-off |        |
| 1934-35 | Swinton              | 4      | Play-off |        |
| 1935-36 | Hull FC              | 3      | Play-off |        |
| 1936-37 | Salford              | 3      | Play-off |        |
| 1937-38 | Hunslet              | 2      | Play-off |        |
| 1938-39 | Salford              | 4      | Play-off |        |
| 1939-45 | Pas de compétition   | N/A    | N/A      |        |
| 1945-46 | Wigan                | 5      | Play-off |        |
| 1946-47 | Wigan                | 6      | Play-off |        |
| 1947-48 | Warrington           | 1      | Play-off |        |
| 1948-49 | Huddersfield         | 6      | Play-off |        |
| 1949-50 | Wigan                | 7      | Play-off |        |
| 1950-51 | Workington Town      | 1      | Play-off |        |
| 1951-52 | Wigan                | 8      | Play-off |        |
| 1952-53 | St Helens            | 2      | Play-off |        |
| 1953-54 | Warrington           | 2      | Play-off |        |
| 1954-55 | Warrington           | 3      | Play-off |        |
| 1955-56 | Hull FC              | 4      | Play-off |        |
| 1956-57 | Oldham               | 4      | Play-off |        |
| 1957-58 | Hull FC              | 5      | Play-off |        |
| 1958-59 | St Helens            | 3      | Play-off |        |
| 1959-60 | Wigan                | 9      | Play-off |        |
| 1960-61 | Leeds                | 1      | Play-off |        |
| 1961-62 | Huddersfield         | 7      | Play-off |        |
| 1962-63 | Swinton              | 5      | Ligue    |        |
| 1963-64 | Swinton              | 6      | Ligue    |        |
| 1964-65 | Halifax              | 3      | Play-off |        |
| 1965-66 | St Helens            | 4      | Play-off |        |
| 1966-67 | Wakefield Trinity    | 1      | Play-off |        |
| 1967-68 | Wakefield Trinity    | 2      | Play-off |        |
| 1968-69 | Leeds                | 2      | Play-off |        |
| 1969-70 | St Helens            | 5      | Play-off |        |
| 1970-71 | St Helens            | 6      | Play-off |        |
| 1971-72 | Leeds                | 3      | Play-off |        |
| 1972-73 | Dewsbury             | 1      | Play-off |        |
| 1973-74 | Salford              | 5      | Ligue    |        |
| 1974-75 | St Helens            | 7      | Ligue    |        |
| 1975-76 | Salford              | 6      | Ligue    |        |
| 1976-77 | Featherstone Rovers  | 1      | Ligue    |        |
| 1977-78 | Widnes               | 1      | Ligue    |        |
| 1978-79 | Hull Kingston Rovers | 3      | Ligue    |        |
| 1979-80 | Bradford Northern    | 1      | Ligue    |        |
| 1980-81 | Bradford Northern    | 2      | Ligue    |        |
| 1981-82 | Leigh                | 2      | Ligue    |        |
| 1982-83 | Hull FC              | 6      | Ligue    |        |
| 1983-84 | Hull Kingston Rovers | 4      | Ligue    |        |
| 1984-85 | Hull Kingston Rovers | 5      | Ligue    |        |
| 1985-86 | Halifax              | 4      | Ligue    |        |
| 1986-87 | Wigan                | 10     | Ligue    |        |
| 1987-88 | Widnes               | 2      | Ligue    |        |
| 1988-89 | Widnes               | 3      | Ligue    |        |
| 1989-90 | Wigan                | 11     | Ligue    |        |
| 1990-91 | Wigan                | 12     | Ligue    |        |
| 1991-92 | Wigan                | 13     | Ligue    |        |
| 1992-93 | Wigan                | 14     | Ligue    |        |
| 1993-94 | Wigan                | 15     | Ligue    |        |
| 1994-95 | Wigan                | 16     | Ligue    |        |
| 1995-96 | Wigan                | 17     | Ligue    |        |